# Metropolia Managua
Metropolia Managua − jedyna metropolia rzymskokatolicka w Nikaragui.

## Diecezje wchodzące w skład metropolii
- Archidiecezja Managua
- Diecezja Bluefields
- Diecezja Esteli
- Diecezja Granada
- Diecezja Jinotega
- Diecezja Juigalpa
- Diecezja León en Nicaragua
- Diecezja Matagalpa
- Diecezja Siuna